# Horní Smrčné
Horní Smrčné (en allemand : Ober-Smrtschna) est une commune du district de Třebíč, dans la région de Vysočina, en Tchéquie. Sa population s'élevait à 54 habitants en 2020.

## Géographie
Horní Smrčné se trouve à 7 km au nord-est du centre de Brtnice, à 16 km au nord-ouest de Třebíč, à 15 km au sud-est de Jihlava et à 127 km au sud-est de Prague.
La commune est limitée par Kamenice au nord, par Radošov à l'est, par Chlum au sud, et par Brtnice à l'ouest.

## Histoire
La première mention écrite de la localité date de 1556.

## Transports
Par la route, Horní Smrčné se trouve à 11 km de Luka nad Jihlavou, à 17 km de Jihlava, à 20,5 km de Třebíč et à 149 km de Prague.